# Teresa (Castellón)
Teresa es un municipio de la Comunidad Valenciana, España. Situado en la provincia de Castellón en la comarca del Alto Palancia. Cuenta con una población de 231 habitantes (INE 2024). Se trata de un municipio castellanohablante, en el que el castellano cuenta con el predominio lingüístico reconocido legalmente.

## Geografía
El término se encuentra situado en el valle alto del río Palancia, en el ángulo que forman las sierras de sierra de Andilla, Javalambre y Pina, siendo por tanto muy montañoso. Entre todas destacan las siguientes alturas, el Franco, el Cerro Gordo, Roya y Chavi.

### Localidades limítrofes
Bejís, Torás, Viver, Jérica, y Sacañet todas ellas en la provincia de Castellón.

## Historia
En el término municipal se han encontrado restos de la Edad del Bronce, ibéricos y romanos.

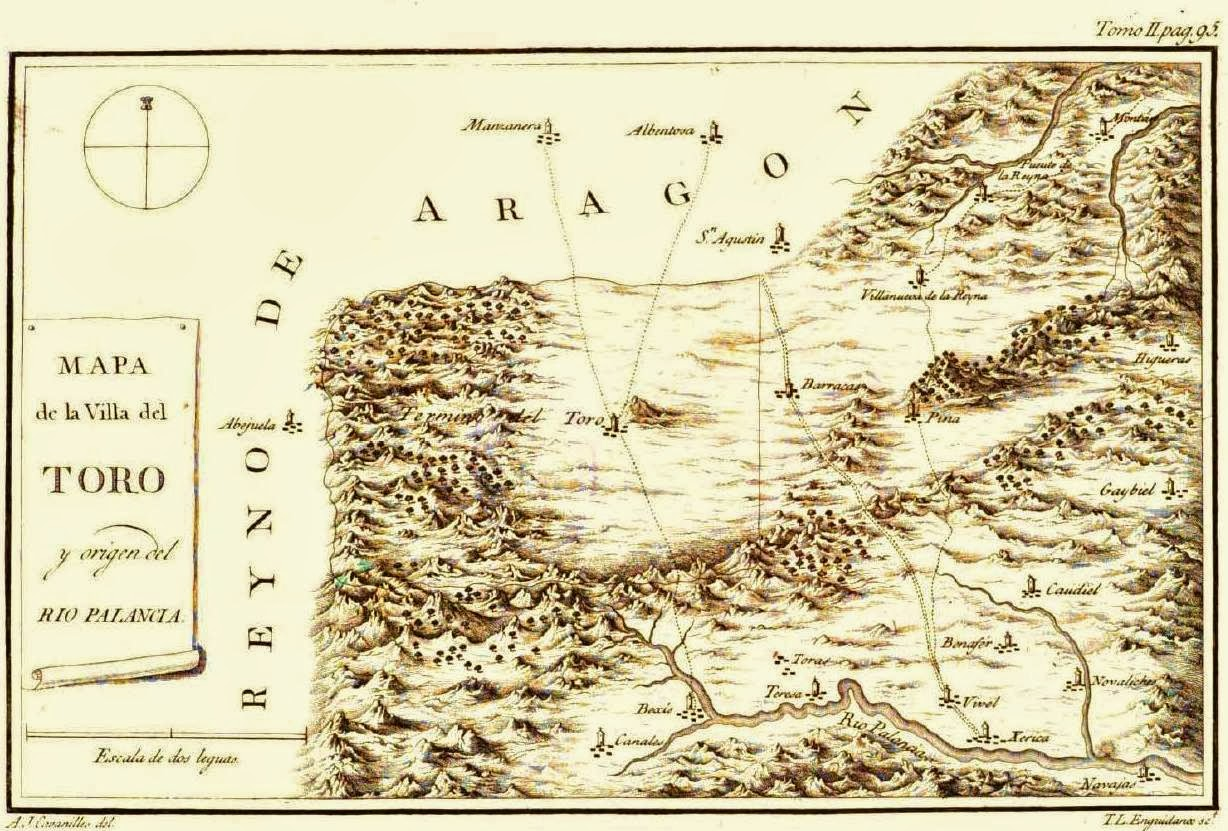
Mapa del Alto Palancia en las Observaciones de Cavanilles

### Edad Moderna
-Observaciones de Cavanilles: Cavanilles en su libro "Observaciones
sobre la Historia Natural, Geografía, Agricultura, población y frutos del reyno de Valencia" escrito a finales del siglo XVIII, cuenta que Teresa está situada en un valle, cerca del Río Palancia, que tiene un clima seco y también dice que tiene hermosas huertas.
Cavanilles también dice que Teresa tiene caminos escarpados, curvas y revueltas. Teresa tiene términos en común con Canales, Bejís y Torás.
Cavanilles nos cuenta que las principales actividades económicas eran la ganadería ovina y equina, y la agricultura con bosques frutales, cerezos, viñas, sembrados...
Teresa fue una aldea de Bejís y tenía 200 vecinos.
La impresión de Cavanilles sobre  Teresa era positiva, ya que definía al pueblo con adjetivos como precioso o hermoso.

### SigloXIX
- Observaciones de Madoz: Madoz nos cuenta que Teresa está situada a la ribera izq. del río Palancia, es una villa montañosa y al estar situado entre dos cordilleras le resguardan de los vientos del N, S y O. También nos cuenta que el clima es bastante templado y saludable. Había 260 casas de mala fabricación. La escuela de instrucción primaria, para cuyo sostenimiento hay fundada una capellanía. El Ayuntamiento, de la provincia de Castellón de la Plana, partido judicial de Viver, ciudad de Valencia, diócesis de Segorbe. La iglesia (Ntra. Sta. de la Esperanza), Servida por un cura de primer ascenso y patronato real. Los caminos nos llevan por el N a Torás, por el E a Viver y por el O y S a Bejís. Los principales cultivos eran el trigo, la cebada, el maíz, la vid, el olivo, las legumbres y las verduras y ganado ovino y cabrío. En aquella época Teresa tenía 262 vecinos.
Fue reconquistada por el señor de Albarracín, Don Pedro Fernández de Azagra, quien la cedió a la Orden de Calatrava que poseía terrenos en la cercana Bejís. En 1843, al segregarse de Bejís, se le otorgó término propio.

## Demografía
Teresa cuenta con una población de 231 habitantes (INE 2024).
| Gráfica de evolución demográfica de Teresa entre 1857 y 2021 |
| |
| Población de derecho según los censos de población del INE Población de hecho según los censos de población del INEEn 1857 aparece este municipio porque se segrega del municipio Bejís |

## Economía
Basada tradicionalmente en la agricultura y la ganadería se han desarrollado pequeñas industrias artesanales de patés y de conservas de pescado (boquerón y anchoa). Es también foco de turismo interior por su agradable clima veraniego.

## Administración y política
| Periodo   | Nombre                     | Partido   |
| --------- | -------------------------- | --------- |
| 1979-1983 | Emilio Alcaide Alcaide     | PSPV-PSOE |
| 1983-1987 | Emilio Alcaide Alcaide     | PSPV-PSOE |
| 1987-1991 | Francisco Maestre Clemente | PP        |
| 1991-1995 | Francisco Maestre Clemente | PP        |
| 1995-1999 | Francisco Maestre Clemente | PP        |
| 1999-2003 | Francisco Maestre Clemente | PP        |
| 2003-2007 | Juan E. Pérez Calatayud    | PSPV-PSOE |
| 2007-2011 | Juan E. Pérez Calatayud    | PSPV-PSOE |
| 2011-2015 | Juan E. Pérez Calatayud    | PSPV-PSOE |
| 2015-2019 | Juan E. Pérez Calatayud    | PSPV-PSOE |
| 2019-2023 | Juan E. Pérez Calatayud    | PSPV-PSOE |

## Patrimonio

### Religioso
- Iglesia parroquial. Dedicada a Nuestra Señora de la Esperanza fue construida con una sola nave entre los siglos XVI y XVII en estilo gótico renacentista.

### Civil
- Ayuntamiento. Edificio de interés arquitectónico.

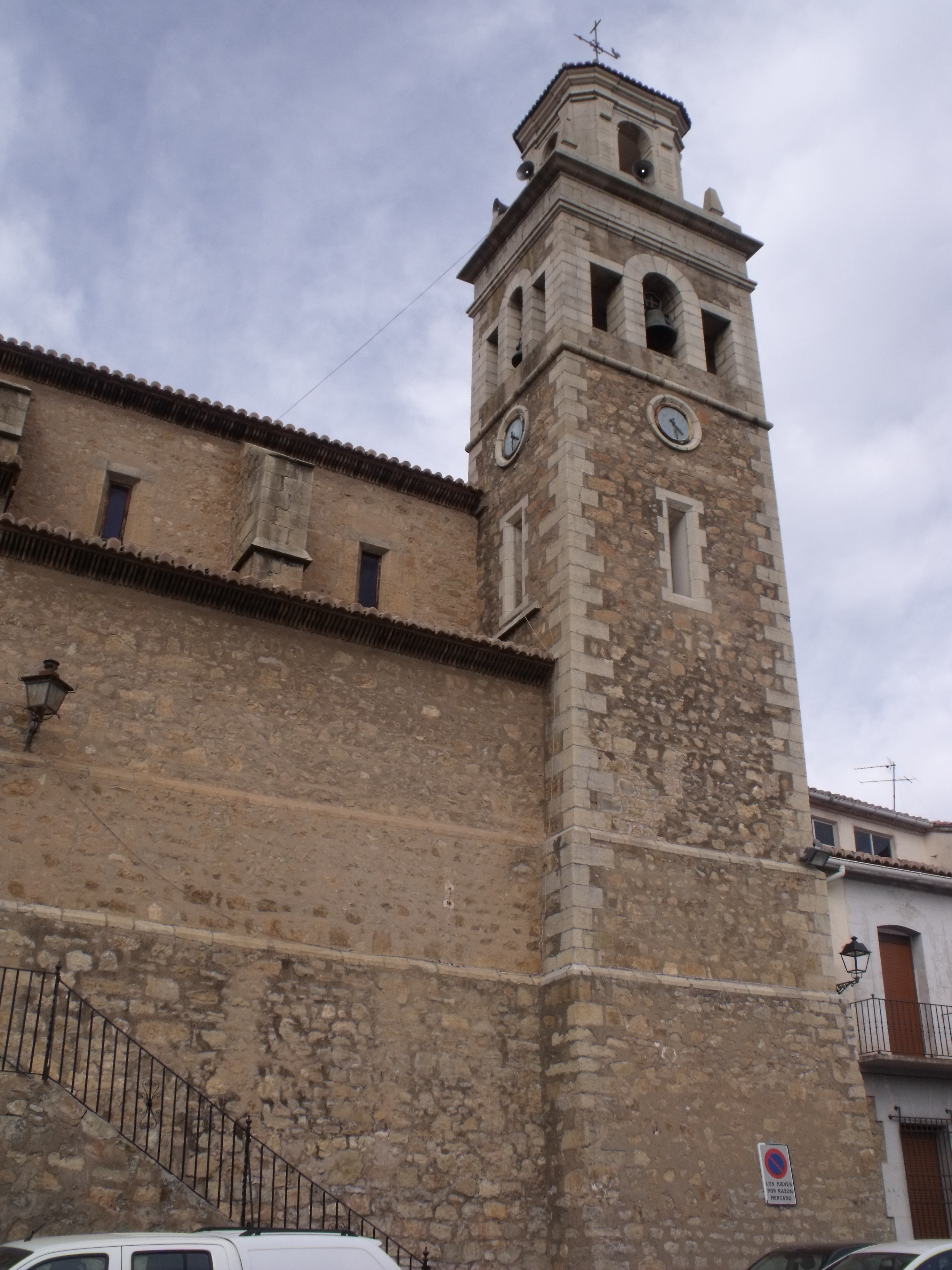
Iglesia parroquial.
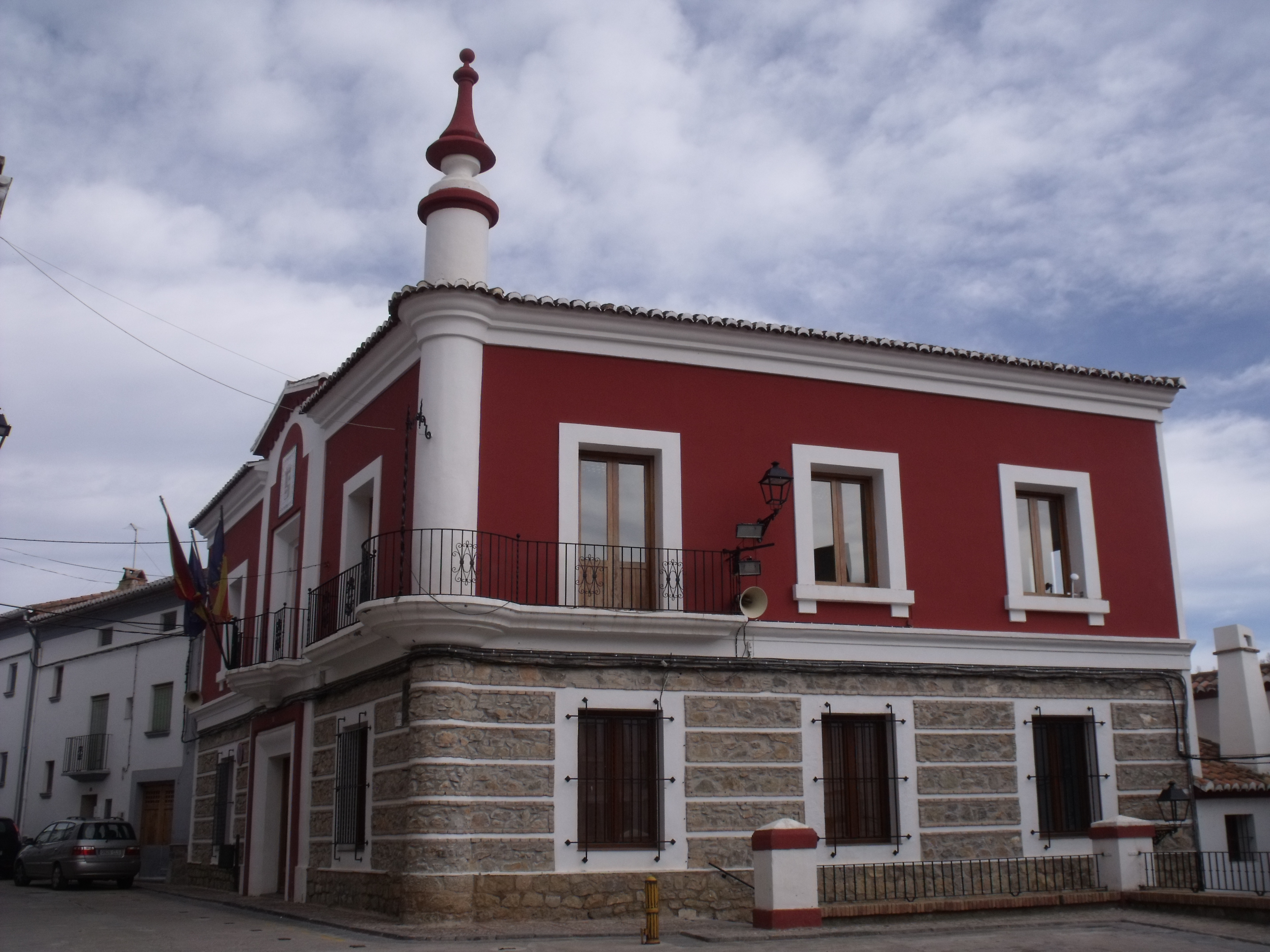
Ayuntamiento, parte a la calle Manolo Montoliu.
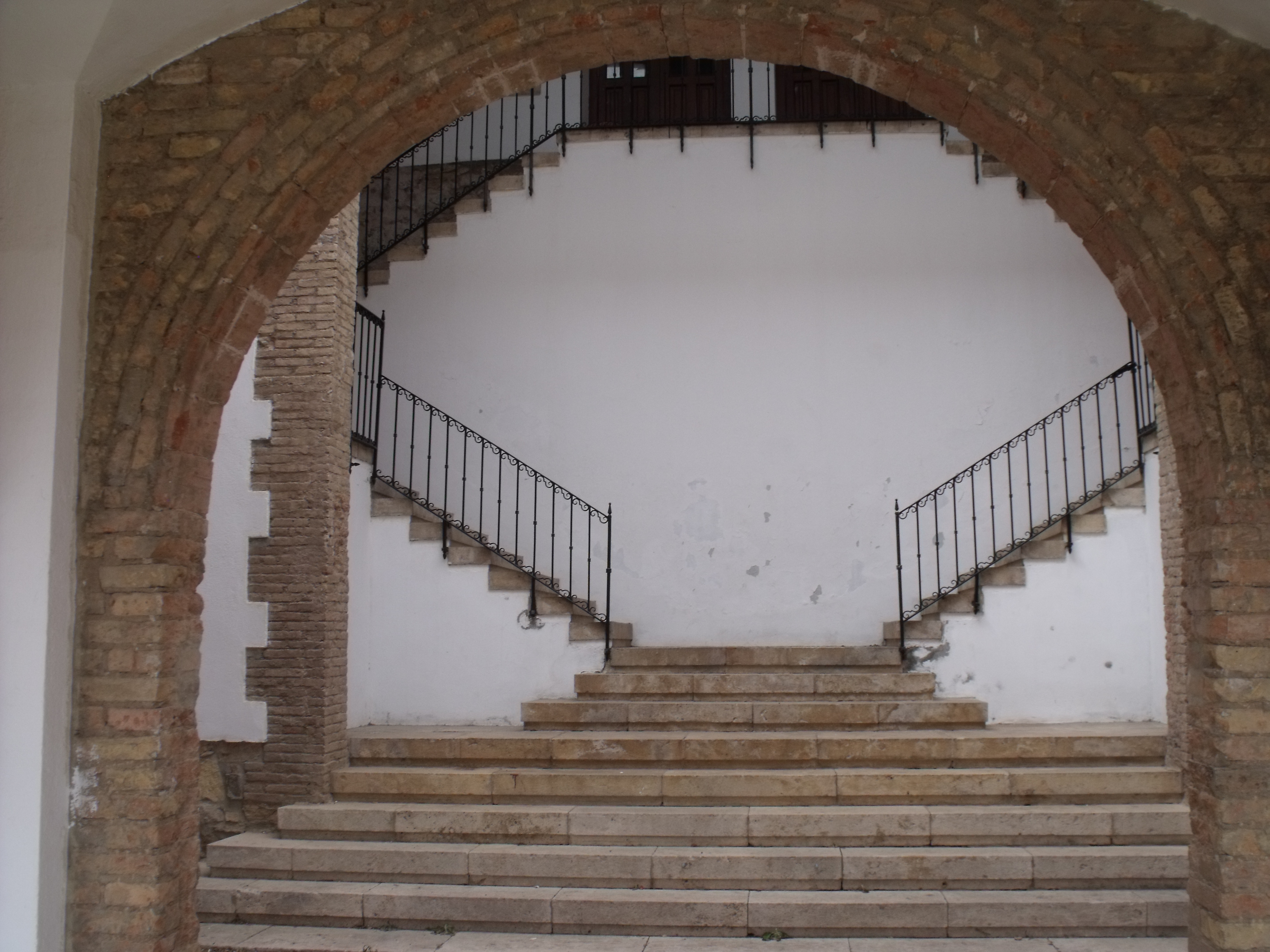
Ayuntamiento, escaleras.

## Lugares de interés
- La Solana del Arco.

## Fiestas
- Fiestas patronales. Se celebran el 15 de mayo en honor a San Isidro Labrador y el 15 de octubre en honor a Santa Teresa de Jesús.
- La Cueva Santa. Se celebra el segundo fin de semana de mayo. Es costumbre ir andando. Allí se celebra una misa, a la que es costumbre llevar calas (flores).

## Accesos y comunicaciones
Desde Valencia se accede a esta población tomando la A-23 (denominada Autovía Mudéjar), continuando con la N-234 y posteriormente a la altura de Viver se toma a la izquierda la CV-235. Se encuentra situada a 86'6 km de Castellón de la Plana, 85'5 de Valencia y 73,8 de Teruel.
Cuenta con línea de autobús diario a Castellón.